# 소야 (방호순양함)
소야(宗谷)는 일본 제국 해군이 보유했던 방호순양함이다. 함명은 라페루즈 해협과 관련이 있다. 일본 해군의 공식 분류는 이등순양함이었다. 원래는 러시아 제국의 1등 방호순양함 ‘바략이었지만 러일 전쟁 때 일본군에 의해 점령되었다.

## 개요
바략은 미국 펜실베이니아 필라델피아 시의 윌리엄 크램프 앤 선즈 사에 발주된 러시아 제국 해군을 위한 1등 방호순양함이었다. 1904년 최초의 시점에서 한반도에 주둔하다가 압도적으로 불리한 상황에서 제물포 해전에서 패배를 당한 후, 2월 9일 탑승자는 함이 적의 손에 들어갈까봐 함를 항만에서 자침시켰다.
바략은 그렇게 전쟁이 끝날 때까지 대파된 상태로 제물포항에 버려진 있었다. 1905년 8월 8일에 일본은 이를 부양했다. 같은 해 8월 22일에 ‘소야’로 명명되었다. 원래 천황에게 지어 달라고 한 다른 함 이름 후보에는 ‘하카타’, ‘하세’와 ‘말랑’이 있었다. 같은 해 8월 27일에 이등순양함으로 분류되었다. 그해 가을에 사세보 항에 회항하여 11월부터 요코스카 조병창에서 복구공사를 시작하였다. 1907년 7월 9일에 정비를 완료하고 11월에 취역을 했다.
그 후, ‘소야’는 오로지 연습선으로만 사용되었다. 일본 해군에서는 드문 미국식 함이었고, 동급함이 없었던 것도 운영상 지장이 되었기 때문이었다. 1909년 3월 14일부터 8월 7일까지는 사관학교 생도의 원양 항해 훈련을 위해 하와이섬과 북아메리카까지 원정을 갔다. 이때 같이 원래 러시아 군함의 일등 순양함 ‘아소’와 연습 함대를 편성했다. 마찬가지로 훈련 항해는 1913년까지 매년 반복되었다.
태평양 전쟁 때 일본 해군은 ‘소야’로 원양 항해 훈련을 경험한 많은 수의 지휘관이 있었다. 이노우에 시게요시, 草鹿任一, 오자와 지사부로, 야마모토 이소로쿠, 고가 미네이치가 대표적이다.
제1차 세계 대전이 발발하면서 연합국의 일원이 된 러시아를 지원하기 위해 일본은 러일 전쟁 때 접수한 일부 함선을 러시아에 매각 또는 양도하기로 했다. 소야도 그러한 함선 중 하나로 선정되어 1916년 4월 4일에는 러시아에 보내졌고, 일본 해군의 함적에서는 제적되었다.
이듬해 4월 5일은 러시아 극동의 블라디보스토크에서 러시아 제국 해군에 다시 편입되어 함명도 원래의 ‘바략’으로 반환되었다.
바략은 6월 18일에는 북빙 서양 소함대 사령관 깃발을 들고 무르만스크를 향해 블라디보스토크를 떠났다. 같은 해 11월에는 콜라반도에 도착했다. 1917년 3월 4일에 수리를 위해 영국으로 건너갔지만, 이후 정권을 잡은 소비에트 정부는 수리비 지불을 거절했기 때문에 다시 러시아로 돌아가지 못한 채 사라졌다.

## 갤러리

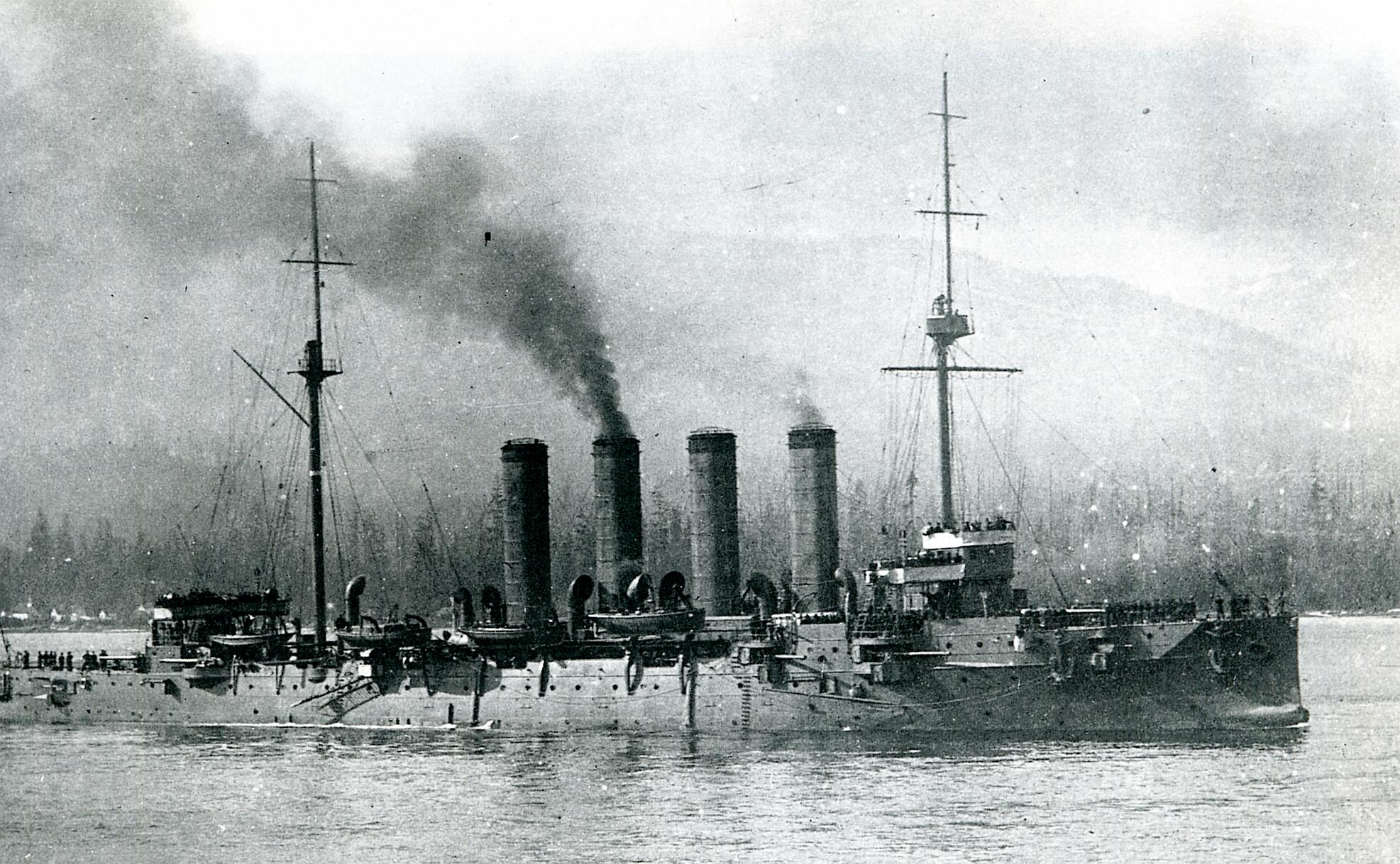
1909년, 밴쿠버
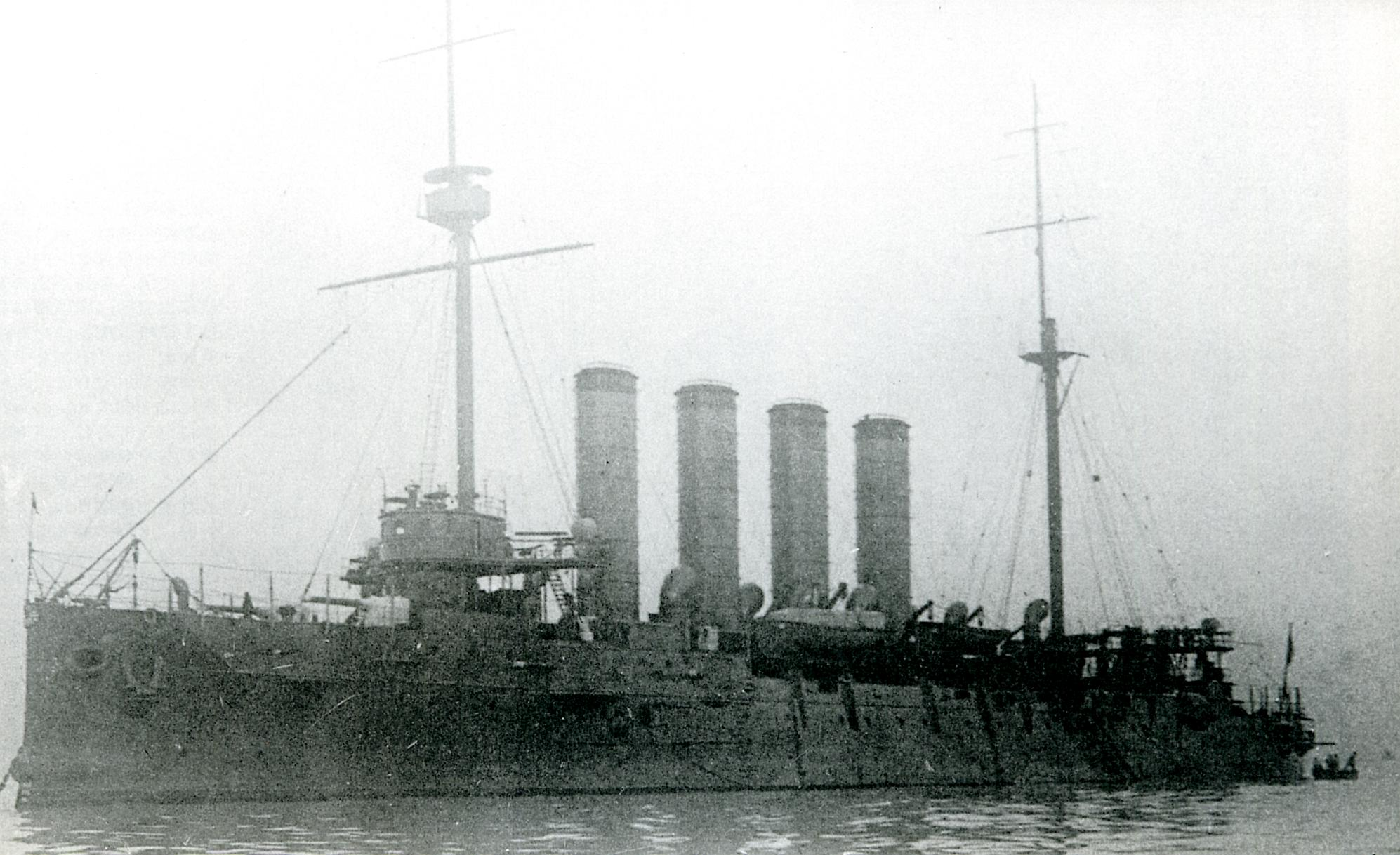
1911년

## 같이 보기
- 러시아 순양함 바략 (1899년)

## 참고 문헌
- Evans, David. Kaigun: Strategy, Tactics, and Technology in the Imperial Japanese Navy, 1887-1941. US Naval Institute Press (1979). ISBN 0-87021-192-7
- Howarth, Stephen. The Fighting Ships of the Rising Sun: The Drama of the Imperial Japanese Navy, 1895-1945. Atheneum; (1983) ISBN 0-689-11402-8
- Jentsura, Hansgeorg. Warships of the Imperial Japanese Navy, 1869-1945. Naval Institute Press (1976). ISBN 0-87021-893-X